# Comfort Air
Comfort Air war eine deutsche Fluggesellschaft mit Sitz am Flughafen München. Sie wurde 1978 gegründet und betrieb weltweite Geschäfts- und Privatreiseflüge. Im Jahr 2008 wechselte Comfort Air den Eigentümer, um von einem internationalen Management geführt zu werden. Die Firma ist seit März 2009 insolvent.

## Flotte
- 3 Cessna Citation